# Cadillac PF Jacqueline
Der Cadillac PF Jacqueline war ein Konzeptfahrzeug, das die Cadillac-Division von General Motors auf dem Pariser Autosalon im Oktober 1961 vorstellte. Die Benennung sollte die damalige First Lady der USA, Jacqueline Bouvier-Kennedy, ehren.
Das Coupé war von Pininfarina gestaltet und besaß einen verchromten Kühlergrill über die gesamte Fahrzeugbreite. An dessen Enden waren, leicht nach oben versetzt, nebeneinander liegende Doppelscheinwerfer eingesetzt. In der Mitte darunter befanden sich kleine Blinkleuchten. Das glatte, schnörkellose Design ohne Heckflossen sollte typisch für die 1960er-Jahre werden.
Zu einer Serienfertigung kam es nie.